# Hajjah
'Hajjah este un oraș din Yemen.În 2004 avea o populație de 1.469.58 locuitori și este capitala governatoratului Hajjah.